# Hydrocotyle microphylla
Hydrocotyle microphylla là một loài thực vật có hoa trong Họ Cuồng. Loài này được A.Cunn. mô tả khoa học đầu tiên năm 1839.